# Liste der Biografien/Lex
Liste der Biografien |
Portal Biografien |
Personensuche
# |
A |
B |
C |
D |
E |
F |
G |
H |
I |
J |
K |
L |
M |
N |
O |
P |
Q |
R |
S |
T |
U |
V |
W |
X |
Y |
Z |
?
 
La |
Lb |
Lc |
Le |
Lg |
Lh |
Li |
Lj |
Ll |
Lm |
Lo |
Lp |
Lt |
Lu |
Lv |
Lw |
Lx |
Ly |
Lz
 
Lea |
Leb |
Lec |
Led |
Lee |
Lef |
Leg |
Leh |
Lei |
Lej |
Lek |
Lel |
Lem |
Len |
Leo |
Lep |
Leq |
Ler |
Les |
Let |
Leu |
Lev |
Lew |
Lex |
Ley |
Lez
Die Liste der Biografien führt alle Personen auf, die in der deutschsprachigen Wikipedia einen Artikel haben. Dieses ist eine Teilliste mit 44 Einträgen von Personen, deren Namen mit den Buchstaben „Lex“ beginnt.

## Lex
- Lex Lugner, österreichischer DJ und Musikproduzent
- Lex, Adolf (1862–1945), deutscher Kommunalpolitiker
- Lex, Angelika (1958–2015), deutsche Juristin und Kommunalpolitikerin (Bündnis 90/Die Grünen)
- Lex, Anna (1870–1950), deutsche Politikerin (SPD), MdL
- Lex, Christian (* 1977), deutscher Drehbuchautor, Schauspieler und RegisseurChristian Lex (* 1977)

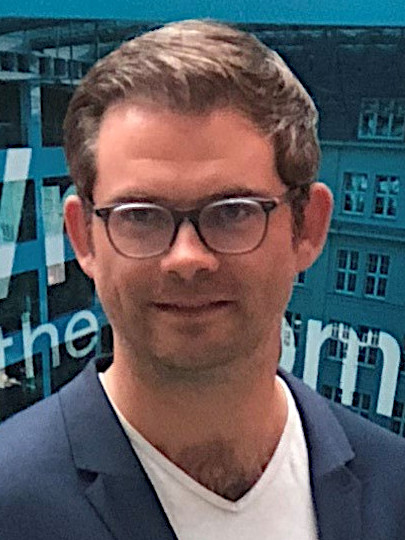
Christian Lex (* 1977)

- Lex, Hans Ritter von (1893–1970), deutscher Politiker (BVP, CSU), MdR und Präsident des Deutschen Roten Kreuzes
- Lex, Hans-Jürgen (1946–2019), deutscher Fußballspieler
- Lex, Ines (* 1981), deutsche Sängerin
- Lex, Julius (1829–1917), deutscher Unternehmer
- Lex, Karl Adolf von (1804–1883), deutscher Historiker, Publizist und Geheimer Kabinettsrat im Königreich Hannover
- Lex, Konrad (* 1974), deutscher Skibergsteiger
- Lex, Maja (1906–1986), deutsche Tänzerin, Choreografin und Pädagogin
- Lex, Marjan (* 1914), deutsche Schauspielerin
- Lex, Stefan, deutscher Sänger
- Lex, Stefan (* 1989), deutscher Handballspieler
- Lex, Stefan (* 1989), deutscher Fußballspieler
- Lex, Wolfgang (* 1946), deutscher Fußballspieler
- Lex-Nalis, Heidemarie (1950–2018), österreichische Soziologin, Pädagogin und Vorkämpferin der Elementarpädagogik in Österreich
- Lex-Nerlinger, Alice (1893–1975), deutsche Malerin und Fotografin

### Lexa
- Lexa (* 1995), brasilianische Sängerin, Songwriterin, Schauspielerin und Tänzerin
- Lexa von Aehrenthal, Johann Baptist (1777–1845), böhmischer Verwaltungsbeamter und Pomologe
- Lexa, Anthony (* 2000), britische Schauspielerin, Musikerin und LGBT-Aktivistin
- Lexa, Barbara (* 1967), deutsche Musikantin, Musikkabarettistin und Mundart-Autorin
- Lexa, František (1876–1960), tschechischer Ägyptologe
- Lexa, Stefan (* 1976), österreichischer FußballspielerStefan Lexa (* 1976)

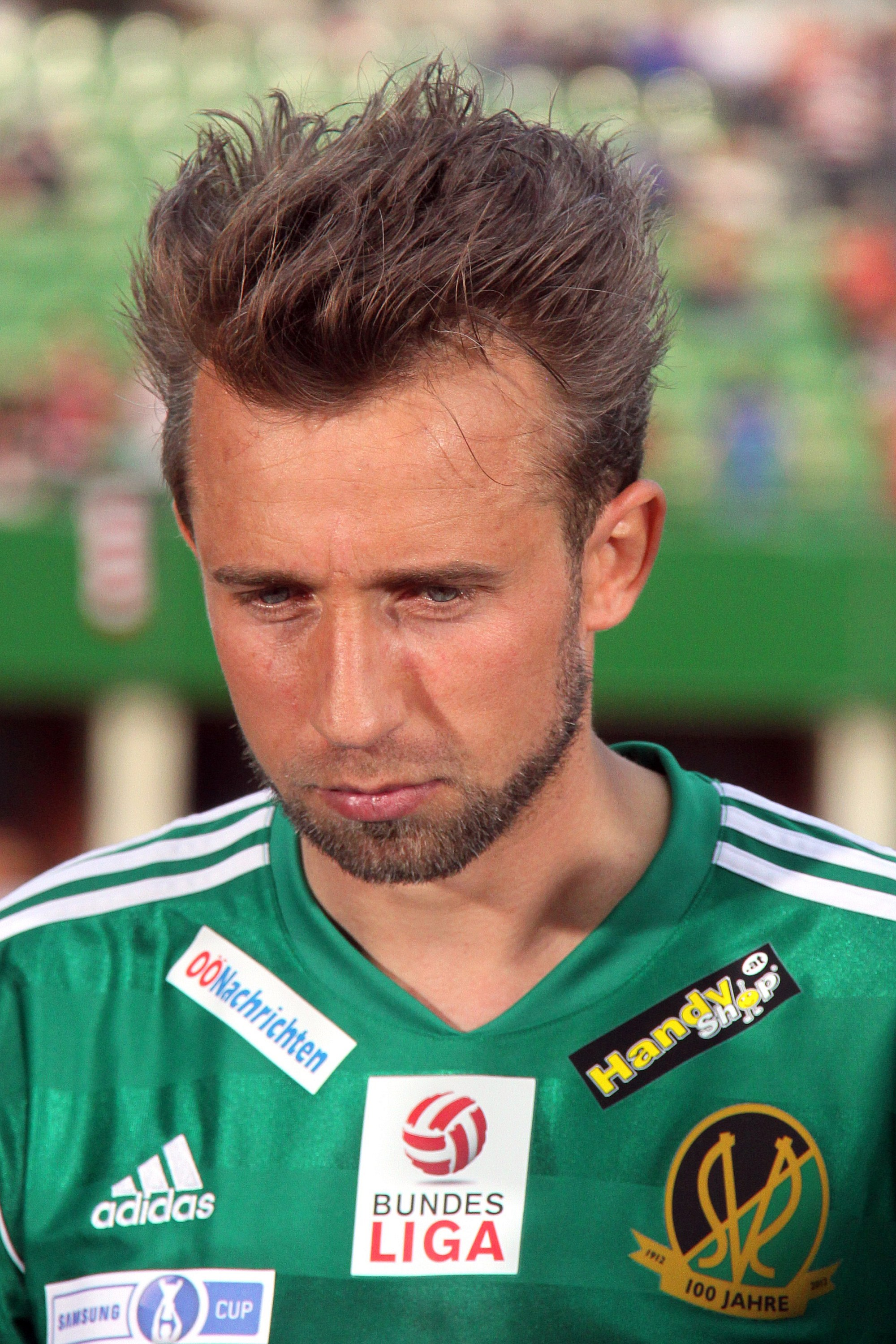
Stefan Lexa (* 1976)

- Lexau, Gustav, deutscher Wasserballspieler

### Lexc
- Lexcen, Ben (1936–1988), australischer Yachtkonstrukteur und Designer

### Lexe
- Lexell, Anders Johan (1740–1784), Astronom und Mathematiker
- Lexer, Alexandra (* 1983), österreichische Schlagersängerin und DSDS-Teilnehmerin
- Lexer, Erich (1867–1937), deutscher Chirurg und Hochschullehrer
- Lexer, Matthias von (1830–1892), österreichisch-deutscher Germanist und Lexikograph
- Lexer, Reinhold (* 1957), österreichischer Kaufmann und Politiker (ÖVP), Landtagsabgeordneter, Abgeordneter zum Nationalrat
- Lexer, Sebastian, deutscher Improvisationsmusiker (Piano, Electronics, Komposition)

### Lexi
- Lexinton, Henry of († 1258), englischer Geistlicher, Bischof von Lincoln
- Lexinton, John of, englischer Richter und Lord Keeper of the Great Seal
- Lexinton, Richard of, englischer Adliger
- Lexinton, Robert of († 1250), englischer Geistlicher und Richter
- Lexinton, Stephen of († 1258), anglo-französischer Zisterzienserabt
- Lexis, Ernst Joseph (1808–1884), deutscher Arzt und Politiker
- Lexis, Wilhelm (1837–1914), deutscher Volkswirt, Nationalökonom und Statistiker

### Lexm
- Lexmond, Lieke van (* 1982), niederländische Schauspielerin und Moderatorin

### Lexo
- Lexow, Friedrich (1827–1872), deutsch-amerikanischer Schriftsteller, Journalist und Lyriker

### Lexu
- Lexutt, Athina (* 1966), deutsche evangelische Kirchenhistorikerin

### Lexx
- Lexx (* 1972), Schweizer Musiker und Rapper